# Lira (district)
Lira is een district in het noorden van Oeganda. Hoofdplaats van het district is de gelijknamige stad Lira. Lira telde in 2014 408.043 inwoners en in 2020 naar schatting al 478.500 inwoners op een oppervlakte van 1.322 km². Van de bevolking woont 75% op het platteland.

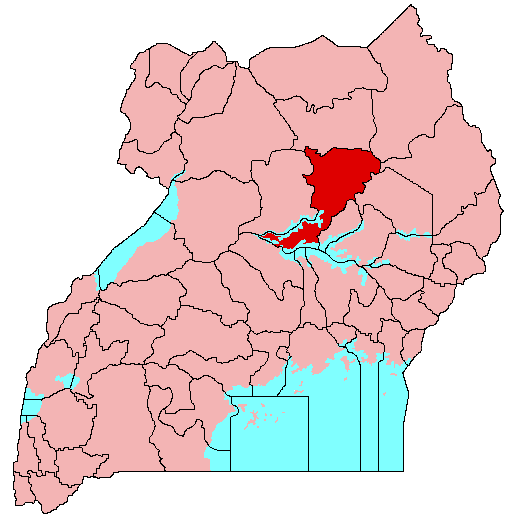
Het district voor het in 2009 en 2010 werd opgesplitst